# 阿塔瓦爾帕莫喬山
15°12′13″S 71°03′31″W / 15.20361°S 71.05861°W
阿塔瓦爾帕莫喬山（Atawallpa Much'u），是秘魯的山峰，位於該國南部庫斯科大區，由孔多羅馬區和奧科魯羅區負責管轄，屬於安地斯山脈的一部分，海拔高度5,000米。